# Adolphe Joanne
Pour les articles homonymes, voir Joanne.
Adolphe-Laurent Joanne, né à Dijon le 15 septembre 1813 et mort à Paris le 1er mars 1881, est un journaliste, homme de lettres et éditeur français.

## Biographie
Adolphe-Laurent Joanne est né à Dijon, au 85 rue de la Liberté, le 15 septembre 1813, au domicile de ses parents ; il est le fils de Bénigne Joanne, marchand-orfèvre, et de Françoise Decailly. Ses parents ont contracté mariage à Dijon le 21 décembre 1812.
Venu à Paris en 1827, il entre au collège Charlemagne, et étudie le droit à l'Institut Thomas. Il est reçu avocat au barreau de Paris en 1836. Après avoir pratiqué pendant trois ans, il y renonce pour se consacrer à la littérature.
Dès 1833, il avait débuté dans le journalisme sous la direction de Dubois, en fournissant au Journal général de l’Instruction publique le compte rendu des cours du Collège de France et des séances de l’Académie des Sciences.
Il collabora ensuite au Journal des Tribunaux (1837), au Droit (1838), qui inséra de lui deux séries d’études sur la magistrature et le barreau d’Angleterre ; au National (1841), etc.
De 1838 à 1850, il fut un des rédacteurs habituels de la Revue Britannique, où une grande connaissance des mœurs et de la littérature anglaises donnait à ses articles une certaine autorité.
En 1843, de concert avec Édouard Charton et Paulin, il fonda un des recueils les plus accrédités de ce temps, l’Illustration, dont il fut pendant plusieurs années sous-directeur et où il ne cessa de travailler qu’en 1852.
En 1866, Joanne organisa sans succès un mouvement considérable contre le projet de mutilation du Jardin du Luxembourg, recueillit un grand nombre de signatures à la pétition qu’il adressait, dans le but de s’opposer à la réalisation de ce projet, au Sénat.
En 1874, il participe à la fondation du Club alpin français.
On cite, parmi ses travaux : Histoire générale des Voyages de découvertes maritimes et continentales, 1840-1841, 3 vol. in-12 : trad. de M. Desborough-Cooley, avec Forgues ; Histoire de la Grèce ancienne, 1847, t. 1er, in-8° : trad. de l’évêque C. Thirlwall, ouvrage dont la continuation fut interrompue par les événements de Février ; Voyage illustré dans les cinq parties du monde, 1849, in-4° ; Souvenirs des Alpes, poésies, 1852 ; La Case de l'oncle Tom, 1863, in-8° : trad. de Mme Beecher-Stowe avec Forgues, nouvelles de Dickens, traduites de l’anglais (1845), De Bordeaux à Bayonne, à Biarritz, à Arcachon, à Saint-Sébastien, à Mont-de-Marsan et à Pau : itinéraire historique et descriptif contenant une carte des chemins de fer du midi et 18 vignettes dessinées par MM. Daubigny Hubert Clerget, Thérond   etc. Ce fut l'un des fondateurs de L'Illustration avec Édouard Charton.

## Les«guides Joanne»

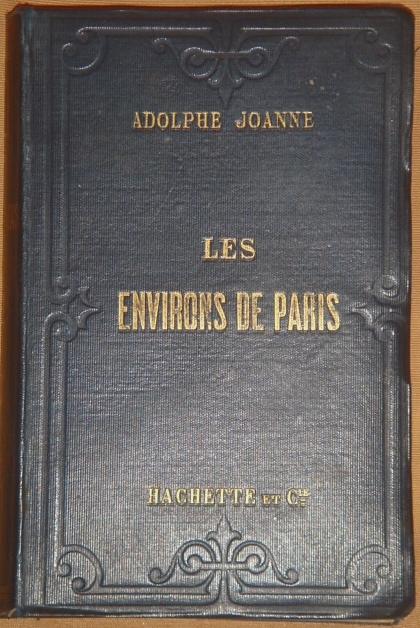
Guide bleu Adolphe Joanne. Librairie Hachette et Cie. Couverture des premières éditions. Littérature des Chemins de Fer.

Encouragé par la publication d’un Itinéraire descriptif et historique de la Suisse, du Jura, de Baden-Baden et de la Forêt Noire (1841 ; 2e édit. entièrement refondue, 1863, in-18), Joanne entreprit toute une série de guides semblables pour les diverses contrées ou capitales de l’Europe, et même pour quelques grandes lignes de chemins de fer. Ces compilations, très soignées sous le rapport de l’exactitude historique et des renseignements de toute espèce, dont la collection atteignit un chiffre énorme et jouit d’une renommée universelle, ne tardèrent pas à remplacer celles de Richard, d’Ebel et de Murray. Les principales sont : Itinéraire de l’Écosse, 1854, in-18 ; Itinéraire de l’Allemagne du nord, 1854 ; Itinéraire de l’Allemagne du sud, 1855 ; les Environs de Paris, 1856, De Lyon, 1857, etc.
Son fils Paul a participé à la rédaction puis à la direction des collections entreprises par son père et éditées par Hachette dans le cadre de ses « bibliothèques de gare ». En 1919, la collection de guides touristiques désormais dirigée par le géographe Marcel Montmarché (1872-1945) devient les Guides bleus.